# Spiders (歌曲)
Spiders是美國搖滾樂隊墮落體制的歌曲，此曲製成EP，同時也收錄於1998年的System of a Down。這首歌被收錄於Scream 3的音樂帶裡、以及出現於Rock Band 4遊戲裡。

## 音樂
就如同S.O.A.D的歌曲一樣，"Spiders"也是以C小調寫成，而歌曲主要以Cm, B♭, 和 E♭ 和弦，以及Fm，Gm，A♭，B和D♭，以4拍4的慢節奏進行，而每一句結束後都會加上一些碎鼓以及切分音。音樂可以用「不吉利的
」、「黑暗的」、「洗腦的」、「恐怖的」和「憂愁的」。

## 曲目列表
| 曲序 | 曲目    |        | 作曲     | 时长 |
| ---- | ------- | ------ | -------- | ---- |
| 1.   | Spiders | 坦吉安 | 馬拉基安 | 3:35 |

## 外部連結
- YouTube上的Spiders 音樂錄像
- YouTube上的在Conan O'Brien節目上的現場版本